# Mammillaria compressa
Mammillaria compressa es una especie perteneciente a la familia Cactaceae. Es endémico de Hidalgo, Querétaro, San Luis Potosí, Tamaulipas en México. Su hábitat natural son los áridos desiertos.

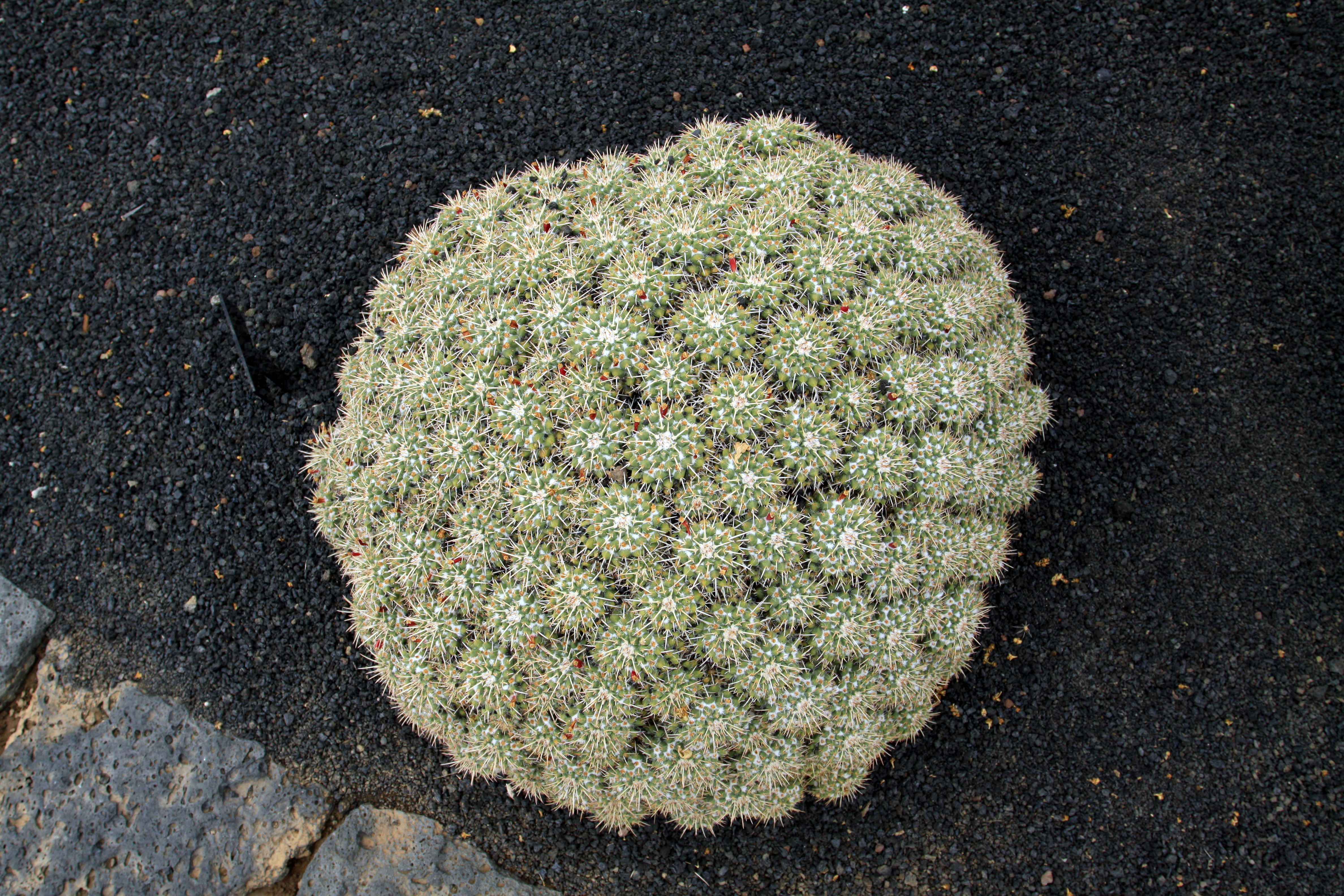
Mammillaria compressa

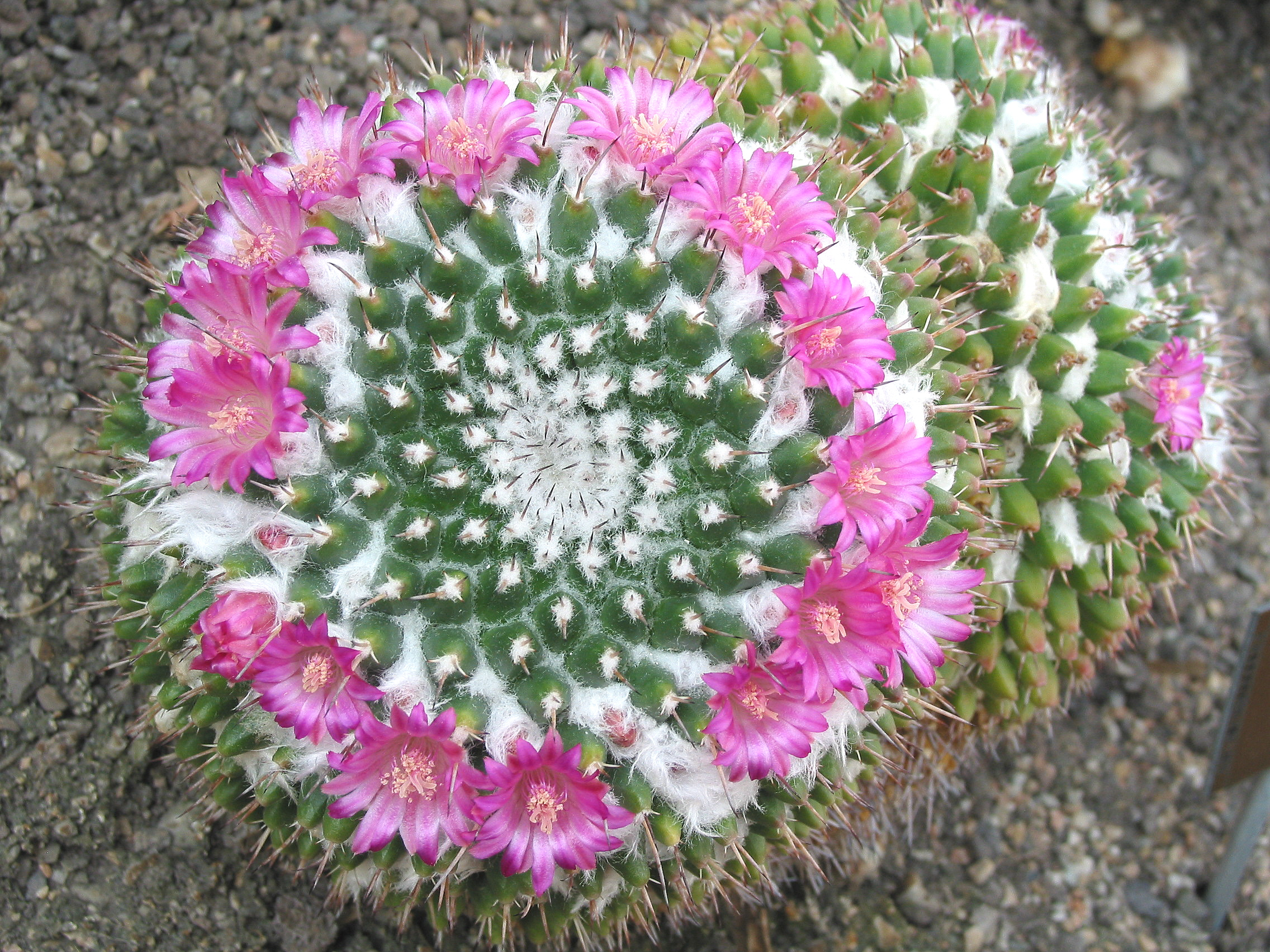
En flor

## Descripción
Mammillaria compressa es una planta suculenta cespitosa. Es de color gris verdoso de forma redonda que alcanza un tamaño de entre 15 y 20 cm de largo y 5 a 8 centímetros de diámetro. Las areolas tienen forma rómbica, a veces tetragonal con una longitud de hasta 10 milímetros y una anchura de hasta 8 milímetros, con 4-6 espinas radiales de 2 a 7 centímetros de largo y de color blanco tiza a marrón. Las espinas centrales no están presentes. Las flores son pequeñas de 1 a 1,5 centímetros de ancho en forma de campana y de color rosa pálido a púrpura. Los frutos son redondos de color rojo brillante. Las semillas son de color marrón.

## Taxonomía
Mammillaria compressa fue descrita por Augustin Pyrame de Candolle y publicado en Mémoires du Muséum d'Histoire Naturelle 17: 112, en el año 1828.
Etimología
Mammillaria: nombre genérico que fue descrita por vez primera por Carolus Linnaeus como Cactus mammillaris en 1753, nombre derivado del latín mammilla = tubérculo, en alusión a los tubérculos que son una de las características del género.
compressa: epíteto latíno que significa "comprimido".
Sinonimia
- Mammillaria conopea
- Mammillaria esseriana
- Mammillaria tolimensis
- Mammillaria bernalensis
- Mammillaria centralifera[4]